# Bratstvo (Tisuću devetsto osamdeset četvrta)
Bratstvo (engl. The Brotherhood) fiktivna je organizacija u Orwellovu romanu Tisuću devetsto osamdeset četvrtoj koja predstavlja pokret otpora prema režimu države Oceanije. S obzirom na to da je riječ o tajnoj organizaciji, o njoj u romanu ima vrlo malo podataka i nije jasno da li ona uopće postoji ili je u stvari proizvod režimske propagande.
Bratstvo, po navodima režima, čine sljedbenici Emmanuela Goldsteina, jednog od vođa revolucije koji se odmetnuo od Velikog Brata i postao državni neprijatelj. Pripadnici Bratstva opisuju se kao eurazijski ili istazijski špijuni, saboteri i teroristi odgovorni za sve nedaće u kojima se nalaze stanovnici Oceanije. Od građana se očekuje da kao doušnici prijavljuju svaku osobu za koju se sumnja da bi mogla biti član Bratstva.
Protagonist Winston Smith upoznaje O'Briena, člana uže partije za kojeg se pretpostavlja da bi mogao biti član Bratstva. Kada se te pretpostavke pokažu ispravnima, O'Brien mu odaje da je uistinu član Bratstva, ali objašnjava da je riječ o organizaciji koja ima izuzetno malen broj članova s obzirom na to da je zbog sveprisutne i svemoćne misaone policije nužno očuvati maksimalnu tajnost i spriječiti da uhićeni članovi izdaju svoje drugove. Među članovima kola knjiga Teorija i praksa oligarhijskog kolektivizma čiji je autor sam Goldstein i koja detaljno objašnjava pravu prirodu i metode vladanja režima. O'Brien tvrdi da je glavni zadatak Bratstva preživljavanje i povećanje broja članova i da će trebati "generacije" da Bratstvo ojača do te mjere da bi srušilo partiju. Poslije se ispostavlja da je O'Brien u stvari sve vrijeme bio režimski agent provokator, odnosno da priča o Bratstvu zapravo služi misaonoj policiji da locira, a potom eliminira neprijatelje režima.
Korištenje Bratstva od misaone policije ima sličnosti sa stvarnim događajima, odnosno fiktivnom antisovjetskom organizacijom MOCR-om koju je kao dio operacije Trest 1920-ih organizirala sovjetska tajna policija OGPU da bi u SSSR namamila i ondje likvidirala antisovjetske emigrante.